# Parsabad e Bilesavar (circoscrizione elettorale)
La Circoscrizione di Parsabad e Bilesavar è un collegio elettorale iraniano istituito per l'elezione dell'Assemblea consultiva islamica. 

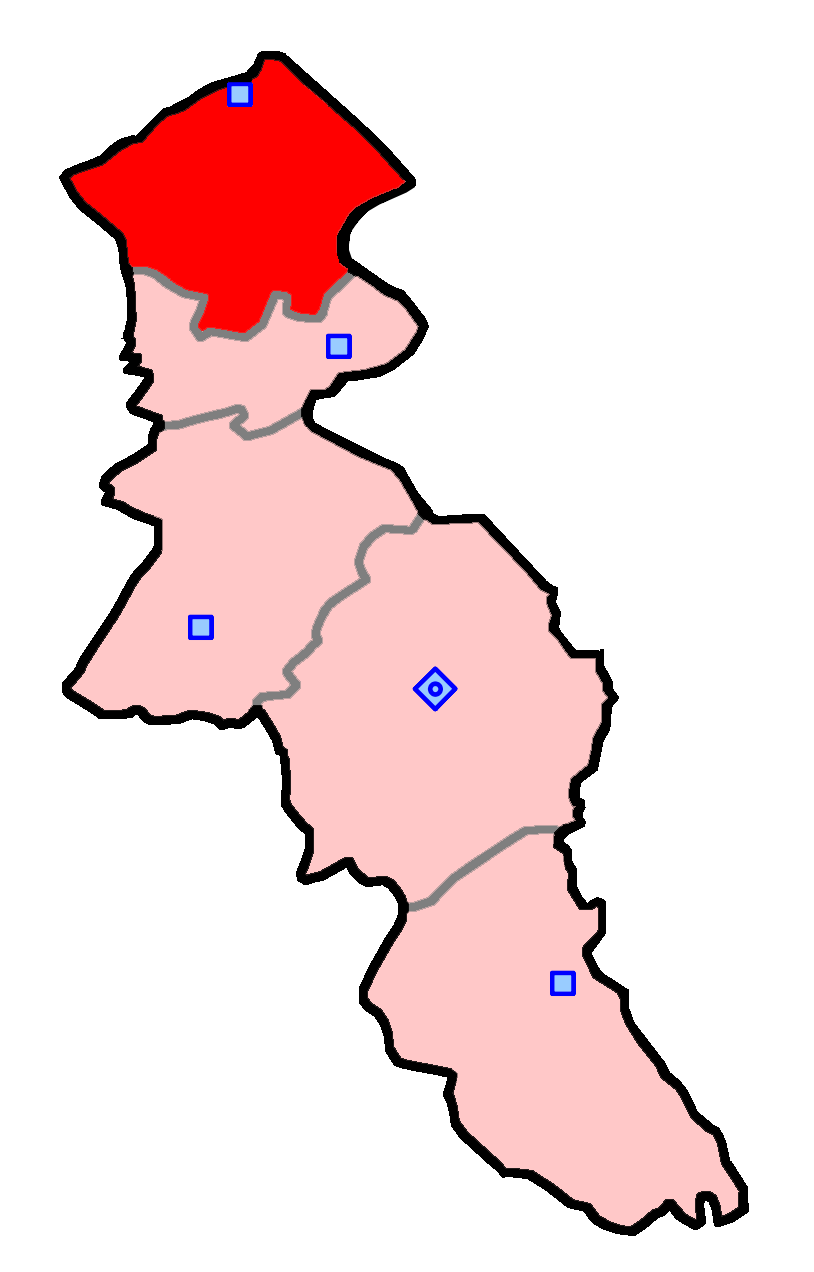
La circoscrizione di Parsabad e Bilesavar, all'interno della Provincia di Ardabil

## Elezioni
| Elezioni parlamentari in Iran del 2016 | Elezioni parlamentari in Iran del 2016 | Elezioni parlamentari in Iran del 2016                                           | Elezioni parlamentari in Iran del 2016 | Elezioni parlamentari in Iran del 2016 | Elezioni parlamentari in Iran del 2016 | Elezioni parlamentari in Iran del 2016 |
| #                                      | Candidato                              | Lista                                                                            | Lista                                  | Lista                                  | Voti                                   | Run-offs                               |
| -------------------------------------- | -------------------------------------- | -------------------------------------------------------------------------------- | -------------------------------------- | -------------------------------------- | -------------------------------------- | -------------------------------------- |
| ↓ Ballottaggio ↓                       |                                        |                                                                                  |                                        |                                        |                                        |                                        |
| 1                                      | Shakur Pourhossein                     | Indipendente (primo turno) / Coalizione Pervasiva dei Riformisti (secondo turno) |                                        |                                        | 17,475                                 | 52,731                                 |